# Менонге
Мено́нге (порт. Menongue) — город в Анголе, столица провинции Квандо-Кубанго. До 1975 года носил название Се́рпа-Пи́нту. Расположен на высоте 1354 метра над уровнем моря. Население на 2010 год — 32 203 человека.
| Год  | Население |
| ---- | --------- |
| 1970 | 3023      |
| 2010 | 32 203    |

В Менонге находится аэропорт с длиной взлётно-посадочной полосы 3500 метров и одноимённая католическая епархия.
Среднегодовая температура воздуха — 18,87°С. Наиболее тёплые месяцы — сентябрь и октябрь. Годовая сумма осадков — 1019 мм. Наибольшее их количество выпадает с ноября по март, наименьшее — мая по сентябрь. Среднегодовая скорость ветра — 5,48 м/с.
| Показатель              | Янв. | Фев.  | Март  | Апр.  | Май   | Июнь | Июль | Авг.  | Сен. | Окт.  | Нояб. | Дек.  | Год   |
| ----------------------- | ---- | ----- | ----- | ----- | ----- | ---- | ---- | ----- | ---- | ----- | ----- | ----- | ----- |
| Средняя температура, °C | 21   | 20,91 | 20,83 | 20,51 | 18,57 | 16   | 16   | 18,91 | 22,9 | 23,71 | 21,88 | 21,24 | 18,87 |
| Норма осадков, мм       | 200  | 180   | 191   | 80    | 7     | 1    | 1    | 1     | 7    | 53    | 127   | 171   | 1019  |
| Источник: Gaisma        |      |       |       |       |       |      |      |       |      |       |       |       |       |